# Girabola 1996
Der Girabola 1996 war die 18. Saison des Girabola, der höchsten Spielklasse im Fußball in Angola. Es nahmen 14 Mannschaften teil, die je zweimal gegeneinander antreten mussten.
Primeiro de Agosto aus Luanda wurde zum sechsten Mal Landesmeister. Der Hauptstadtklub gewann auch den folgenden angolanischen Supercup gegen den angolanischen Pokalsieger Progresso Sambizanga, ebenfalls aus Luanda.
Académica Lobitos Stürmer César Caná wurde mit 15 Treffern Torschützenkönig.

## Tabelle
Vermutlich durch die Wirren und Zerstörungen des angolanischen Bürgerkriegs (1975–2002) sind nur sehr wenige Daten zu der Saison vermerkt, und es ist keine detaillierte Abschlusstabelle erhalten. Gesichert ist nur der erste Platz des Primeiro de Agosto. Die hier als Auf- und Absteiger angegebenen Klubs ergeben sich dagegen aus den Veränderungen zu den Vereinen der folgenden und vorherigen Spielzeiten.
| Platz | Verein                     |
| ----- | -------------------------- |
| 1.    | Primeiro de Agosto         |
| ?     | Petro Luanda (M)           |
| ?     | Progresso Sambizanga       |
| ?     | Nacional Benguela          |
| ?     | Atlético Sport Aviação (P) |
| ?     | Primeiro de Maio           |
| ?     | Independente               |
| ?     | GD Sagrada Esperança (N)   |
| ?     | Saneamento Rangol (N)      |
| ?     | Benfica Huambo (N)         |
| ?     | Petro Huambo               |
| ?     | Académica Lobito           |
| ?     | Sporting Lubango           |
| ?     | Desportivo da EKA          |

(Stand: Endstand, keine detailliertere Daten über den Erstplatzierten hinaus vermerkt)
| (M) | amtierender angolanischer Meister     |
| (P) | amtierender angolanischer Pokalsieger |
| (N) | Neuaufsteiger der letzten Saison      |